# Viroflay
Viroflay est une commune française située dans le département des Yvelines en région Île-de-France, le long de l'axe majeur entre le sud-ouest de Paris et Versailles et à la limite du département des Hauts-de-Seine. Avec dix-huit autres communes de la banlieue ouest de Paris, Viroflay appartient à la communauté d'agglomération Versailles Grand Parc.
Viroflay a la particularité de disposer d'un patrimoine forestier remarquable, une grande partie de son territoire étant occupée par la forêt de Meudon au sud et la forêt de Fausses-Reposes au nord.

## Géographie

### Localisation
Viroflay est une commune située le long de l'axe principal entre Paris et Versailles, ancienne route nationale 10. La commune est située à 17 kilomètres au sud-ouest de la cathédrale Notre-Dame de Paris, point zéro des routes de France et à 4,5 kilomètres à l'est du château de Versailles.
Elle est localisée à 4 kilomètres à l'est de la préfecture Versailles, à 6 kilomètres à l'ouest du pont de Sèvres, et à 9 kilomètres du Quai d'Issy-les-Moulineaux par la route du Pavé des Gardes.
Viroflay est également desservie par plusieurs lignes de chemin de fer, au nord par la ligne de Paris-Saint-Lazare à Versailles-Rive-Droite et le raccordement de Viroflay, et au sud par la ligne de Paris-Montparnasse à Brest et la ligne des Invalides à Versailles-Rive-Gauche.
Enfin, la commune est située à l'est de la plaine de Versailles, au sud-ouest de la rive gauche de la vallée de la Seine et plus globalement, au sud-ouest de l'aire urbaine de Paris.

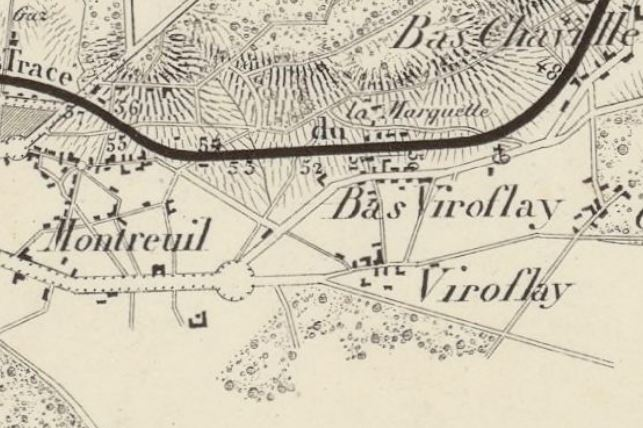
Carte du chemin de fer de 1839.

#### Relief
Viroflay est bordée au nord par la forêt de Fausses-Reposes, au sud par la forêt de Meudon. Bien qu'il soit situé près de Paris, le territoire de Viroflay est couvert à près de 40 % de forêts, ce qui en fait l'une des communes les plus boisées de la proche banlieue. Elle occupe une partie de la vallée du ru de Marivel, aujourd'hui entièrement recouvert. Le dénivelé (de 92 m à 176 m), important pour la banlieue parisienne, en fait une commune pentue. Les arbres des forêts culminent à plus de 200 m d'altitude.
Le coteau exposé au sud (Fausses-Reposes) est nettement plus ensoleillé que le coteau exposé au nord (forêt de Meudon). À ces deux types d'ensoleillement correspondent deux types de végétation bien distincts.

#### Communes limitrophes
La commune est limitrophe de Chaville (Hauts-de-Seine) à l'est, de Vélizy-Villacoublay au sud, de Versailles à l'ouest et de Ville-d'Avray (Hauts-de-Seine) au nord.
Ville-d'Avray, commune jouxtant Viroflay au nord, n'est accessible que par les sentiers du massif de Fausses-Reposes, ce qui montre l'importance du relief et de la forêt dans la géographie des deux communes. Le plateau de Vélizy-Villacoublay, quant à lui, se rejoint via une route pentue et sinueuse à travers la forêt de Meudon. Sur les quatre communes limitrophes de Viroflay, deux sont donc accessibles uniquement par la forêt, une configuration rare pour une commune urbaine si proche de Paris.
Une impasse de Viroflay (avenue du Parc) se trouve dans la commune de Chaville située dans le département des Hauts-de-Seine. Pour se rendre dans leur commune, les habitants de cette impasse doivent impérativement traverser un autre département (celui des Yvelines).

### Climat
Pour des articles plus généraux, voir Climat de l'Île-de-France et Climat des Yvelines.
En 2010, le climat de la commune est de type climat océanique dégradé des plaines du Centre et du Nord, selon une étude du CNRS et d'INRAE s'appuyant sur une série de données couvrant la période 1971-2000. En 2020, Météo-France publie une typologie des climats de la France métropolitaine dans laquelle la commune est exposée à un climat océanique altéré et est dans la région climatique Sud-ouest du bassin Parisien, caractérisée par une faible pluviométrie, notamment au printemps (120 à 150 mm) et un hiver froid (3,5 °C).
Pour la période 1971-2000, la température annuelle moyenne est de 11,1 °C, avec une amplitude thermique annuelle de 14,9 °C. Le cumul annuel moyen de précipitations est de 669 mm, avec 11,1 jours de précipitations en janvier et 8,2 jours en juillet. Pour la période 1991-2020, la température moyenne annuelle observée sur la station météorologique la plus proche, située sur la commune de Toussus-le-Noble à 7 km à vol d'oiseau, est de 11,5 °C et le cumul annuel moyen de précipitations est de 677,0 mm,. Pour l'avenir, les paramètres climatiques de la commune estimés pour 2050 selon différents scénarios d'émission de gaz à effet de serre sont consultables sur un site dédié publié par Météo-France en novembre 2022.

### Voies de communication et transports

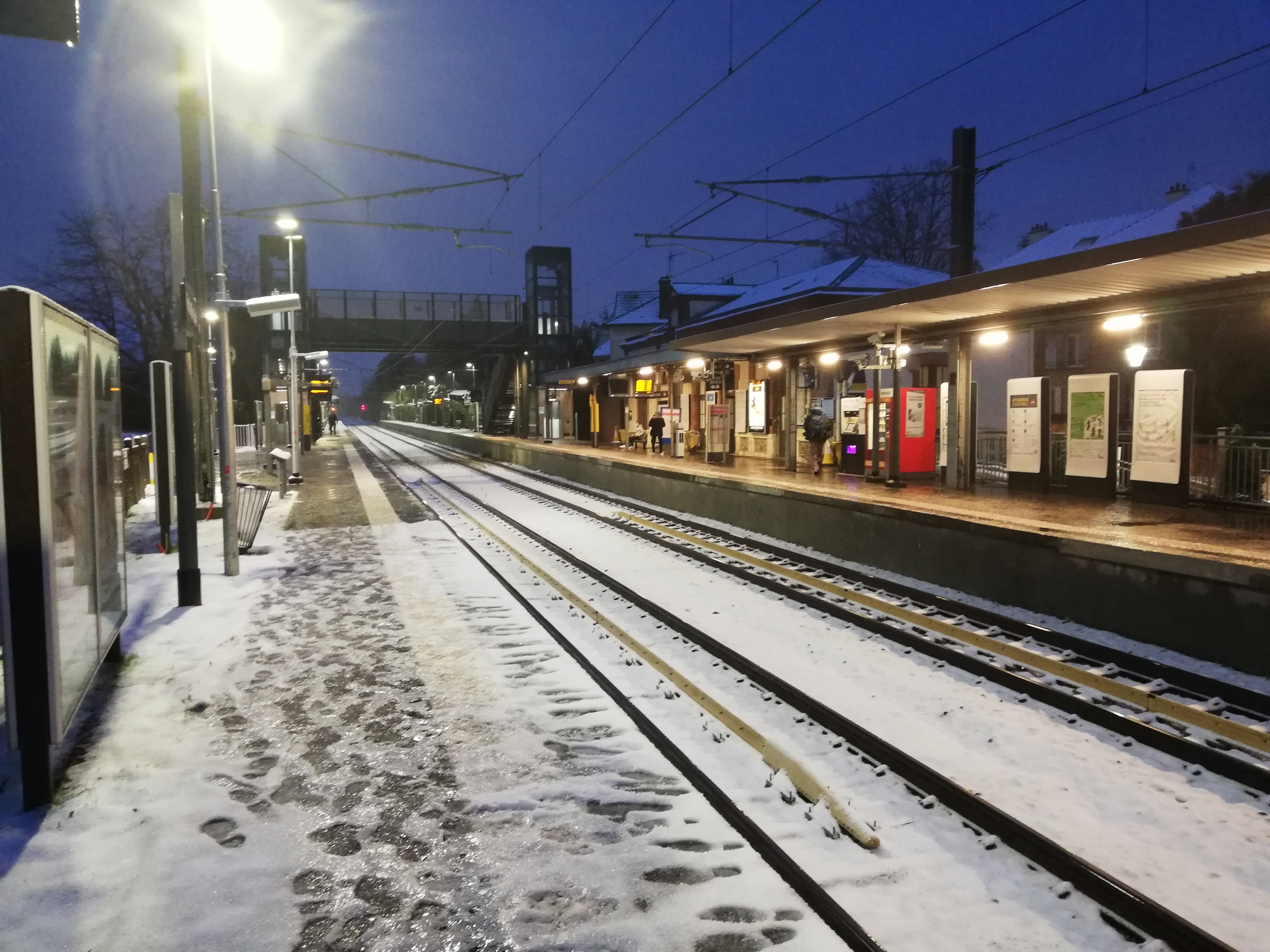
La gare de Viroflay-Rive-Droite.

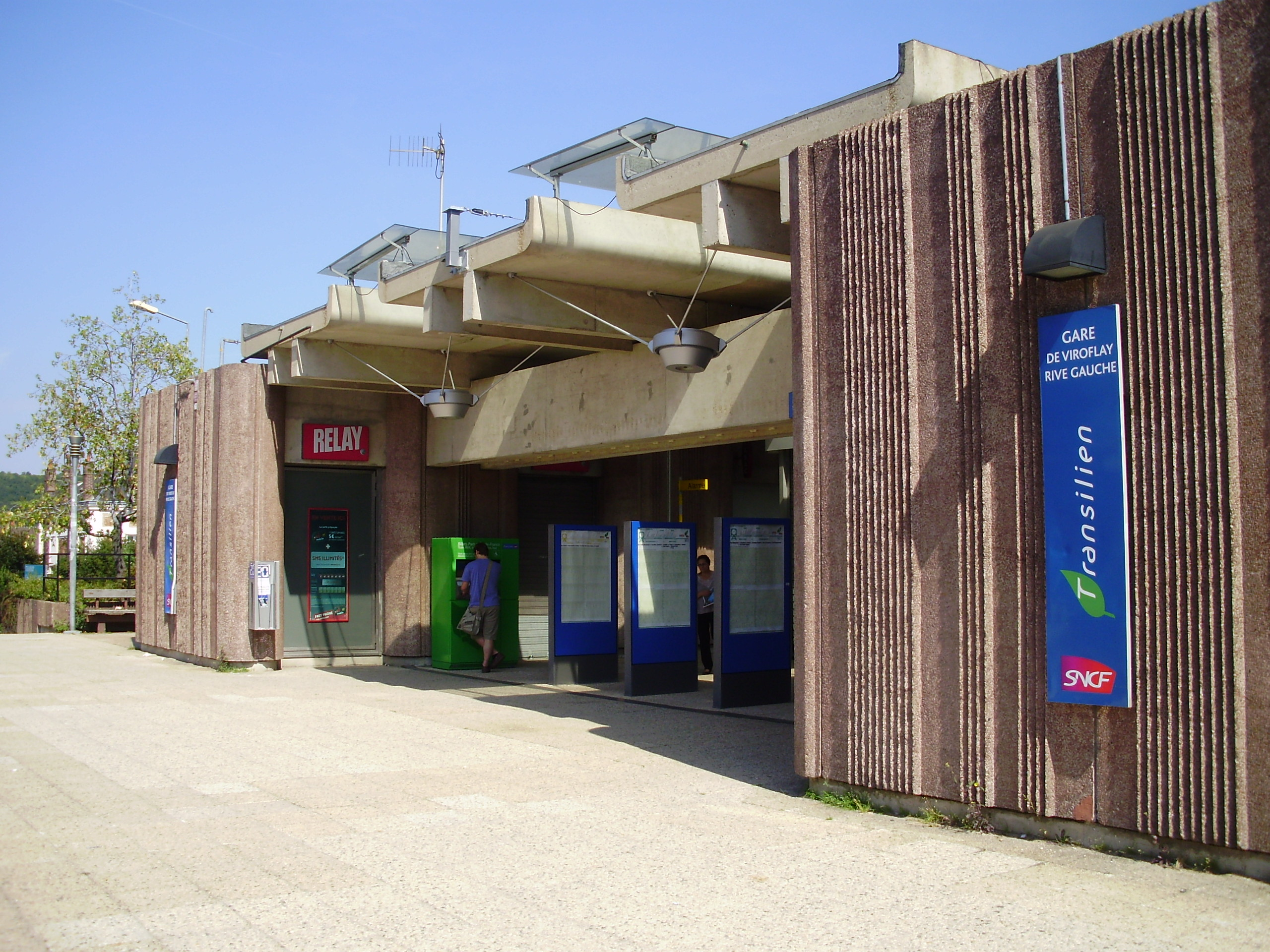
La gare de Viroflay-Rive-Gauche.

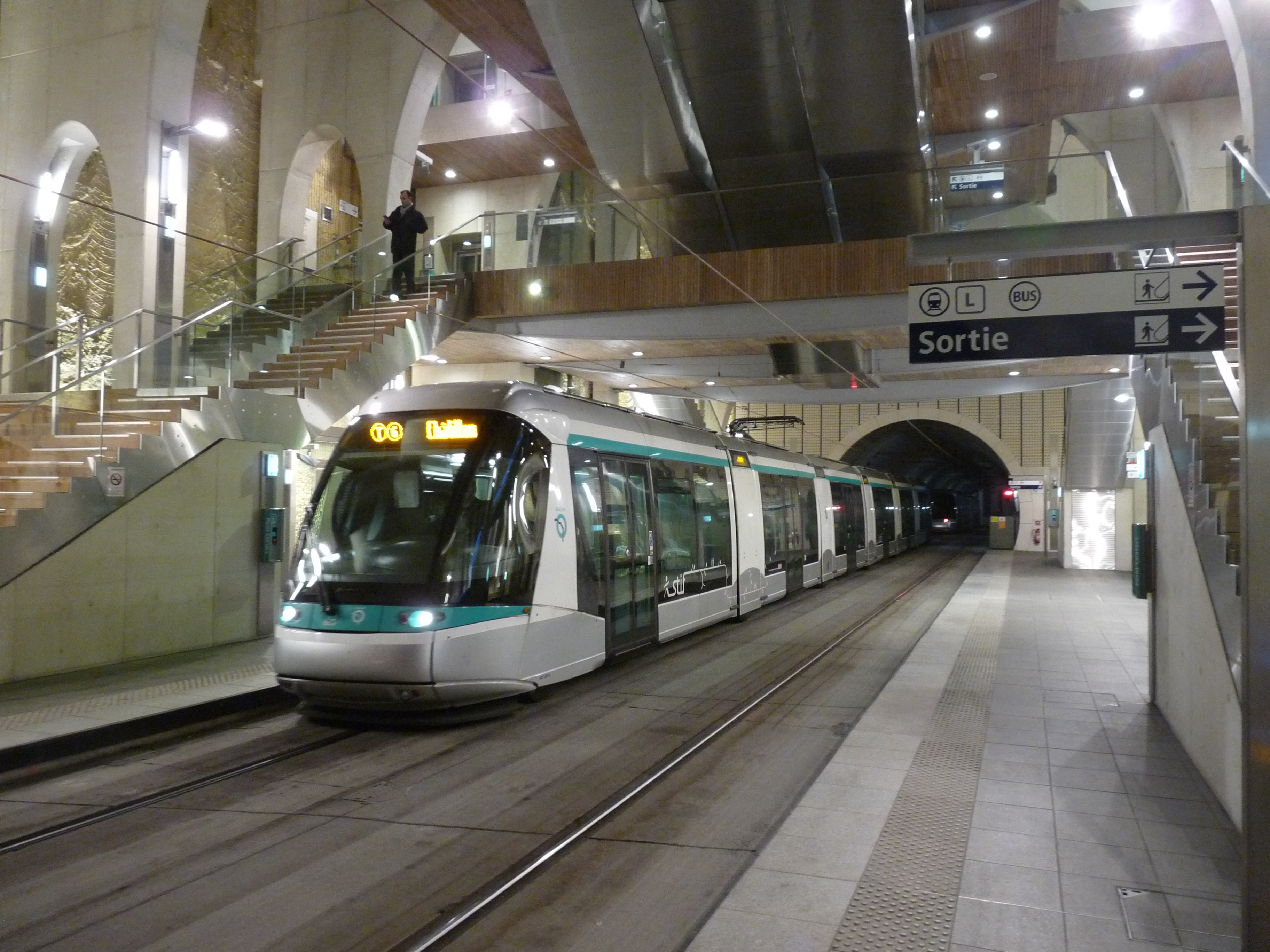
Le Tramway T6.

#### Réseau routier
L'autoroute A86 passe en souterrain sous la commune suivant un axe nord-sud.
L'ancienne route nationale 10, aujourd'hui RD 10, la traverse d'est en ouest.

#### Desserte ferroviaire et de tramway
Fait rare pour une commune de cette taille, trois gares ferroviaires sont situées sur son territoire :
- La gare de Viroflay-Rive-Droite sur la ligne L du Transilien, en correspondance avec la ligne 6 du tramway d'Île-de-France.
- La gare de Viroflay-Rive-Gauche sur la ligne C du RER et la ligne N du Transilien, en correspondance avec le tramway T6.
- La gare de Chaville - Vélizy sur la ligne C du RER, située sur la commune de Viroflay.

La ligne C du RER, qui dessert Viroflay aux gares de Chaville - Vélizy et de Viroflay-Rive-Gauche, a pour destinations Juvisy, Dourdan - La Forêt, Saint-Martin-d'Étampes, Javel, Versailles-Chantiers, Saint-Quentin-en-Yvelines et Versailles-Château.
La Ligne L du Transilien, qui dessert la commune à la gare de Viroflay-Rive-Droite, a pour destinations Paris-Saint-Lazare, La Défense et Versailles-Rive-Droite.
La Ligne N du Transilien, qui dessert la commune à la gare de Viroflay-Rive-Gauche, a pour destinations Paris-Montparnasse, Versailles-Chantiers, Rambouillet, Plaisir - Grignon et Mantes-la-Jolie.
La  ligne T6 du Tramway, qui dessert les gares de Viroflay-Rive-Gauche et de Viroflay-Rive-Droite, a pour destination Châtillon - Montrouge.

#### Desserte routière
- Viroflay est traversée de part en part par la ligne 171 du réseau de bus RATP, qui relie Pont de Sèvres (en correspondance avec les lignes 9 du métro et T2 du tramway) et le château de Versailles.
Cette ligne est l'héritière de l'ancienne ligne de tramway Boulogne - Versailles.

La commune est également desservie :
- par les lignes 6123, 6124, 6131, 6132, 6133, 6134 et 6175 du réseau de bus de Vélizy Vallées ;
- par les lignes 6206 et 6207 du réseau de bus Grand Versailles ;
- par les lignes N66, N160 et N161 du Noctilien (nuit).

#### Desserte cyclable
Le site de l'Institut d'aménagement et d'urbanisme d'Île-de-France présente une carte interactive de toutes les pistes cyclables, Viroflay incluse.

## Urbanisme

### Typologie
Au 1er janvier 2024, Viroflay est catégorisée grand centre urbain, selon la nouvelle grille communale de densité à sept niveaux définie par l'Insee en 2022.
Elle appartient à l'unité urbaine de Paris, une agglomération inter-départementale regroupant 407  communes, dont elle est une commune de la banlieue,,. Par ailleurs la commune fait partie de l'aire d'attraction de Paris, dont elle est une commune du pôle principal,. Cette aire regroupe 1 929 communes,.

## Toponymie

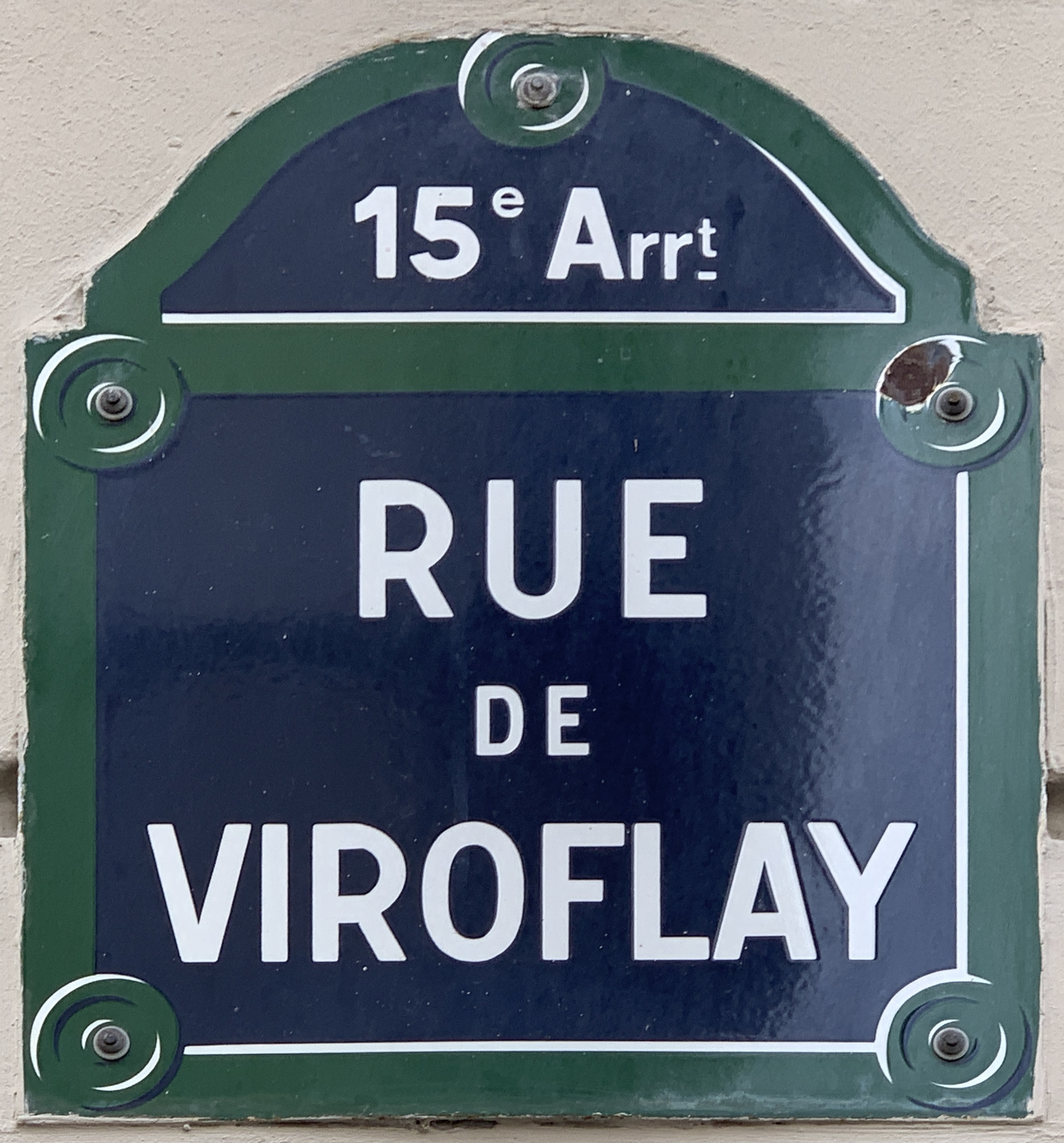
Rue de Viroflay à Paris.

Le nom de la localité est attesté sous la forme latinisée Offlevi Villa et villa Offleni en 1162, Viroflidum, Villaoffleni, Villoflein en 1209, Vil Oflen au XIIIe siècle, Viroflain en 1295, Vil Offlain en 1351, Viroflé en 1418.
De l'ancien français vile au sens de « domaine rural » (latin villa rustica), suivi du nom de personne germanique Offilin, Offlen, Oodfinnus avec attraction des noms en -flé (cf. giroflée, etc.).
La Rue de Viroflay, d'après le nom de la commune, est située dans le quartier Saint-Lambert à Paris 15e.

## Histoire

### Sous l'Ancien Régime

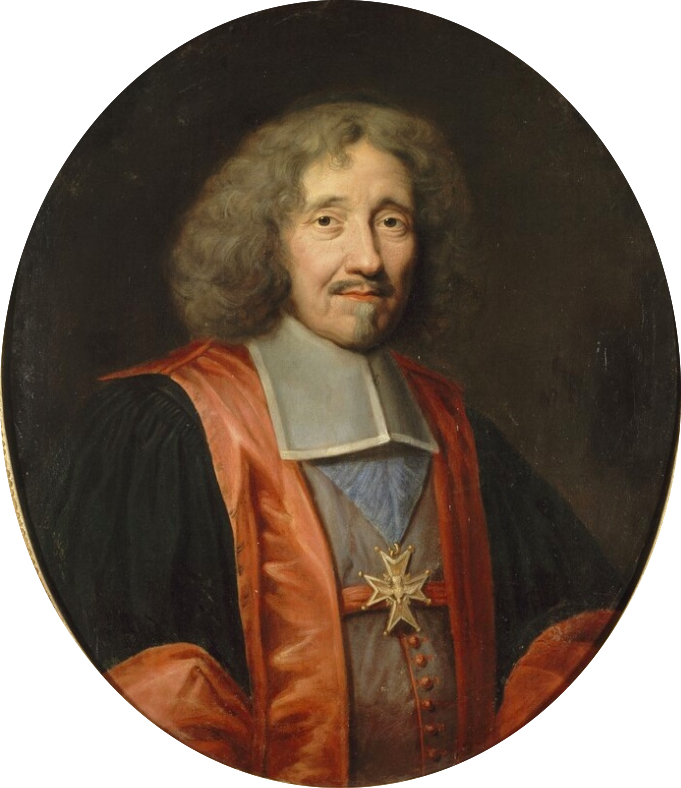
Michel Le Tellier, seigneur de Viroflay et père du marquis de Louvois

Au Moyen Âge, les terres ont appartenu aux moines de l'Hôtel-Dieu de Paris.
Sous Louis XIV, en parallèle de la construction du château de Versailles et de croissance de la ville de Versailles, Viroflay, située au cœur de l'axe entre la capitale et le nouveau centre du pouvoir, voit son développement s'accélérer fortement.
Érigée en paroisse au XVIe siècle, Viroflay est rachetée en 1695 par la famille royale à la veuve du chancelier Michel Le Tellier, seigneur de Chaville et de Viroflay. Son fils le marquis de Louvois est alors secrétaire d'État à la Guerre (un poste qu'il a hérité de son père), chef de l'armée royale depuis la mort du vicomte de Turenne et principal ministre d'État.
Le Roi Louis XIV incorpore alors Viroflay dans le domaine des chasses royales, le Grand Parc. Viroflay est donc donné au Grand Dauphin fils aîné du Roi, qui possède le château de Meudon.
Quelques aristocrates y construisent des résidences proches des forêts riches en gibier. La paroisse restera « royale » jusqu'à la Révolution.
Sous Louis XIV, Louis XV et Louis XVI, Viroflay était en outre la seule paroisse à être traversée à la fois par la Cour et l'armée sur la route entre Versailles et Paris. Venant de Versailles, à la pointe de Chaville, l'armée prenait ensuite le chemin direct vers Paris (la route du Pavé des Gardes) par les hauteurs de la forêt de Meudon, tandis que la Cour passait par le fond de la vallée jusqu'au pont de Sèvres, les carrosses ne pouvant emprunter des pentes trop fortes.
Avant la Révolution, les déportés emmenés de Paris à Citadelle de Saint-Martin-de-Ré où ils embarquaient vers le Bagne de Cayenne ne pouvaient recevoir la grâce royale dès qu'ils avaient dépassé le Relais de poste L'Écu de France. Alors ils ne pouvaient plus qu'espérer « la grâce de Dieu », dont ce lieu porte le nom.

### La Révolution Industrielle
Du XVIIe au XIXe siècle, Viroflay connaît une importante activité de blanchisserie grâce à la présence d'eaux vives avec le ru de Marivel, une série de ruisseaux descendant des collines et à la proximité de la Cour et de la ville de Versailles.
Dès 1839, le chemin de fer arrive en gare de Viroflay-Rive Droite. Par la suite, en 1840 et 1902, deux autres lignes de chemin de fer relient Viroflay à Versailles et Paris. De banlieue de Versailles, Viroflay devient banlieue de Paris.
En 1857, la ligne de tramway de Sèvres à Versailles dessert Viroflay, d'abord au moyen d'une traction hippomobile. Elle fut mécanisée en 1894, conformément aux termes d'un décret du 12 décembre 1892, avec la mise en service de locomotives à air comprimé « Mékarski ». Celles-ci ont, par la suite, été transformées en 1907 en locomotives à vapeur système Valentin Purrey avant que la ligne ne soit complètement électrifiée en 1913. Elle sera remplacée par une ligne d'autobus en 1934. Elle est aujourd'hui devenue la ligne de bus RATP 171.
En 2008, est implanté le centre régional de formation professionnelle des avocats (CRFPA) du ressort de la cour d'appel de Versailles, l'HEDAC (pour Haute École des avocats conseils). Avec près de 400 étudiants, cette école est le premier centre universitaire de la ville.
| - Le tramway Louvres Versailles passant sous le pont de chemin de fer de la route Nationale au début du XXe siècle. - La route Nationale devenue aujourd'hui avenue du Général-Leclerc au début du XXe siècle. Au premier plan à droite le relais de Poste « L'écu de France » datant de 1780. - La route de Versailles, aujourd'hui rue Jean-Rey avec au fond l'église Saint-Eustache au début du XXe siècle |

## Économie
Commune en partie résidentielle, Viroflay compte de nombreux commerces, une pépinière d'entreprises (Prés-aux-Bois) et se situe à proximité de plusieurs bassins d'emplois, notamment à Versailles, Vélizy-Villacoublay, Saint-Quentin-en-Yvelines, La Défense, dans le quartier d'affaires du Val de Seine et sur le plateau de Saclay. Par le train, le bassin de l'aire urbaine de Paris est aisément accessible, tout comme les principaux quartiers d'affaires parisiens.
Le groupe d'agroalimentaire Savencia, incluant les filiales Savencia Gourmet et Savencia Fromage & Dairy (ex-Bongrain) a été créée sur la commune en 1956. Son siège social est située au no 42 rue Rieussec, à proximité de la gare de Viroflay-Rive-Gauche. Le groupe comprend notamment les marques Révillon Chocolatier, Bordeau Chesnel, St Môret, Elle & Vire et La Maison du chocolat.

## Politique et administration

### Découpage administratif
La commune est située dans le département des Yvelines, dont la préfecture est Versailles. Elle fait partie de l'arrondissement de Versailles et, depuis 2015, du canton de Versailles-2. Du XIXe siècle à 2015, elle avait été intégrée au canton de Viroflay et a fait partie du département de Seine-et-Oise de 1790 à 1968. De plus, elle fait partie de la deuxième circonscription des Yvelines et, depuis 2002, de la communauté d'agglomération Versailles Grand Parc.
L’organisation juridictionnelle rattache les justiciables de Viroflay au tribunal judiciaire de Versailles et au tribunal administratif de Versailles, tous rattachés à la cour d'appel de Versailles.

### Intercommunalité

CA Versailles Grand Parc

Viroflay adhère depuis sa création en 2002 à la communauté d'agglomération Versailles Grand Parc.
La CA V.G.P. regroupe dix-huit communes, totalisant 268 545 habitants (dont 148 377 dans les Yvelines et 4 200 dans l'Essonne) sur 123,60 km². Les communes sont Bailly, Bièvres, Bois d'Arcy, Bougival, Buc, La Celle-Saint-Cloud, Châteaufort, Le Chesnay-Rocquencourt, Fontenay-le-Fleury, Jouy-en-Josas, Les Loges-en-Josas, Noisy-le-Roi, Rennemoulin, Saint-Cyr-l'École, Toussus-le-Noble, vélizy-Villacoublay, Viroflay et Versailles.
Les compétences sont l'aménagement du territoire avec l'élaboration d’un schéma de cohérence territoriale (Scot) et le développement économique. D'autres compétences optionnelles ont été ajoutées avec l'environnement, le logement : élaboration du programme local de l’habitat intercommunal, constitution de réserves foncières pour la construction de logements sociaux et le transport avec l'élaboration d’un plan local de déplacements (PLD), organisation des transports urbains.
Le siège de l'intercommunalité est situé à Versailles, dans le Pavillon des Gendarmes. Elle est présidée depuis 2008 par François de Mazières, également maire de Versailles.

### Tendances politiques et résultats

#### Élections présidentielles
Résultats des deuxièmes tours :
- Élection présidentielle de 2012[22] : 55,48 % pour Nicolas Sarkozy (UMP), 44,52 % pour François Hollande (PS). Le taux de participation était de 85,27 %.
- Élection présidentielle de 2017[23] : 85,92 % pour Emmanuel Macron (REM), 14,08 % pour Marine Le Pen (FN). Le taux de participation était de 81,91 %.
- Élection présidentielle de 2022[24] : 80,85 % pour Emmanuel Macron (LREM), 19,15 % pour Marine Le Pen (RN). Le taux de participation était de 80,31 %.

#### Élections législatives
Résultats des deuxièmes tours :
- Élections législatives de 2012[25] : 58,24 % pour Valérie Pécresse (UMP), 41,76 % pour Jacques Lollioz (PS) Le taux de participation était de 64,64 %.
- Élections législatives de 2017[26] : 56,71 % pour Jean-Noël Barrot (LREM), 43,29 % pour Pascal Thévenot (LR). Le taux de participation était de 57,77 %.
- Élections législatives de 2022[27] : 63,97 % pour Jean-Noël Barrot (Ensemble), 36,03 % pour Maïté Carrive-Bedouani (NUPES). Le taux de participation était de 60,81 %.

#### Élections européennes
Résultats des deux meilleurs scores :
- Élections européennes de 2014[28] : 22,97 % pour Alain Lamassoure (UMP), 17,92 % pour Marielle de Sarnez (MoDem), . Le taux de participation était de 56,74 %.
- Élections européennes de 2019[29] : 35,12 % pour Nathalie Loiseau (LREM), 16,62 % pour Yannick Jadot (EÉLV), . Le taux de participation était de 65,20 %.
- Élections européennes de 2024[30] : 22,29 % pour Valérie Hayer (Renaissance), 19,54 % pour Raphaël Glucksmann (Place publique), . Le taux de participation était de 67,48 %.

#### Élections régionales
Résultats des deux meilleurs scores :
- Élections régionales de 2015[31] : 57,36 % pour Valérie Pécresse (UMP), 35,82 % pour Claude Bartolone (PS). Le taux de participation était de 64,23 %.
- Élections régionales de 2021[32] : 55,50 % pour Valérie Pécresse (DVD), 26,35 % pour Julien Bayou (EÉLV). Le taux de participation était de 48,10 %.

#### Élections départementales
Résultats des deux meilleurs scores :
- Élections départementales de 2015[33] : 66,63 % pour Marie-Hélène Aubert et Olivier Lebrun (DVD), 33,37 % pour Amroze Adjuward et Catherine Nicolas  (PS). Le taux de participation était de 48,29 %.
- Élections départementales de 2021[34] : 66,88 % pour Marie-Hélène Aubert et Olivier Lebrun (DVD), 33,12 % pour Maïté Carrive-Bedouani et Hugues Orsolin (DVG). Le taux de participation était de 48,09 %.

#### Élections municipales
Résultats des deuxièmes tours ou du premier tour si dépassement de 50 % :
- Élections municipales de 2014[35] : 60,49 % pour Olivier Lebrun (DVD), 21,55 % pour Julien Bouffartigue (PS). Le taux de participation était de 58,67 %.
- Élections municipales de 2020[36] : 55,7 % pour Olivier Lebrun (DVD), 22,35 % pour Cécile Chopard (DVC). Le taux de participation était de 43,90 %.

### Administration municipale
Le nombre d'habitants au dernier recensement étant compris entre 10 000 et 19 999, le nombre de membres du conseil municipal est de 33.
Olivier Lebrun (UMP puis LR) est le maire de Viroflay depuis le 25 janvier 2005. Il a succédé à Gérard-Charles Martin, maire Centre Démocrate puis UDF de 1971 à 2005.
Conseil municipal de Viroflay 2020-2026,.

### Liste des maires

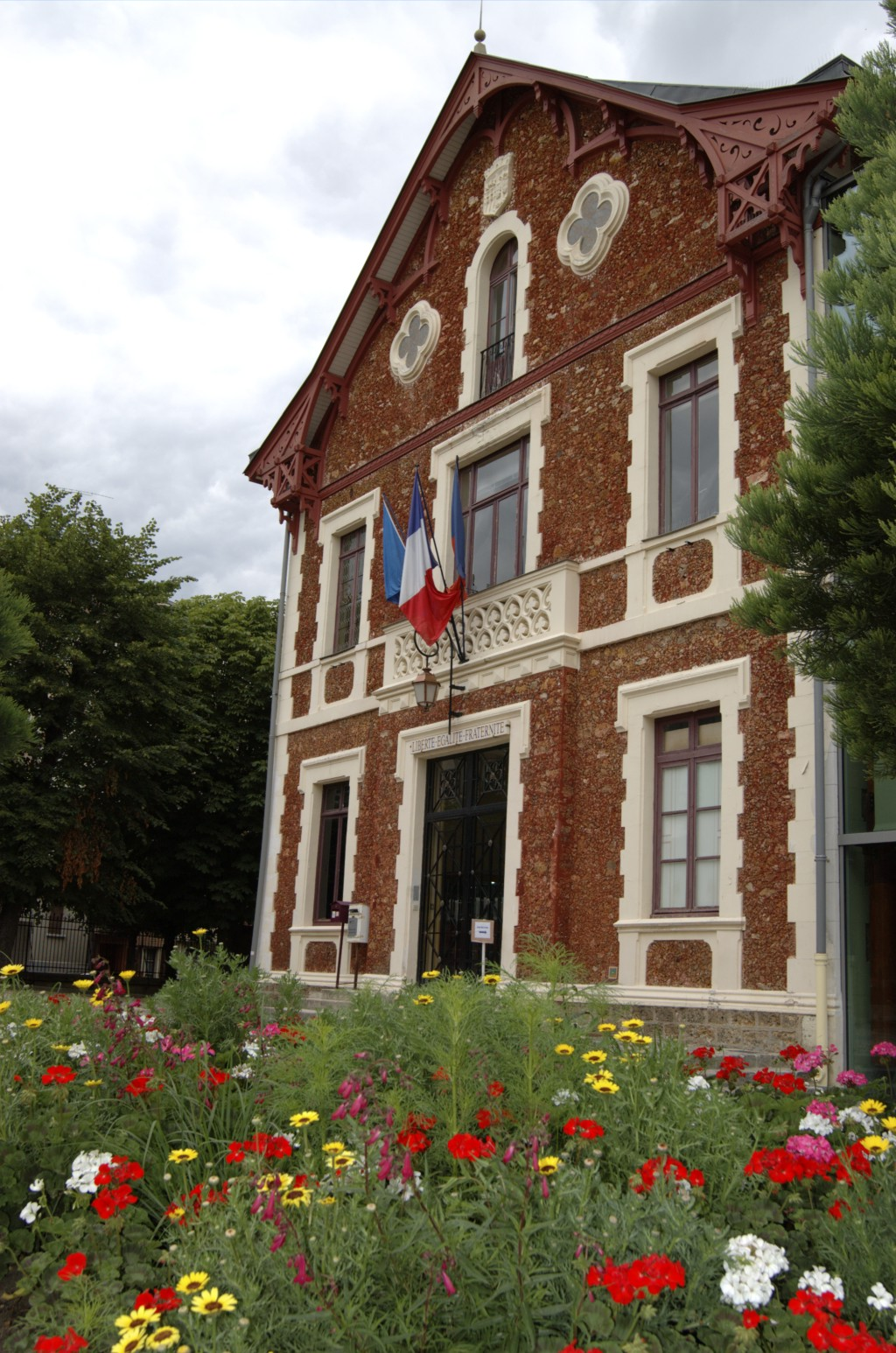
Hôtel de ville, ancien Grand chalet du duc de Morny.

Depuis 1944, seulement cinq maires se sont succédé :
| Période         | Période                   | Identité              | Étiquette                 | Qualité |
| --------------- | ------------------------- | --------------------- | ------------------------- | --- |
| 25 août 1944    | 25 octobre 1947           | Bernard Rizet         | SFIO                      | |
| 25 octobre 1947 | 2 février 1959            | Édouard Vaurs         | RPF                       | Administrateur aux Magasins du Louvre Décédé en fonction |
| 3 février 1959  | 26 mars 1971              | Pierre Chédel         |                           | |
| 26 mars 1971    | 25 janvier 2005           | Gérard-Charles Martin | CD puis UDF-Rad. puis DVD | Attaché d'administration, maire honoraire Conseiller général du canton de Viroflay (1976 → 2008) Vice-président du conseil général (1994 → 2001) Conseiller régional d'Île-de-France[Quand ?] Démissionnaire                                                                                          |
| 25 janvier 2005 | En cours (au 25 mai 2020) | Olivier Lebrun        | UMP → LR                  | Expert-comptable et commissaire aux comptes Conseiller général du canton de Viroflay (2008 → 2015) Conseiller départemental du canton de Versailles-2 (2015 → ) 9e vice-président du conseil départemental (2015 → ) 6e vice-président de Versailles Grand Parc (2020 → ) Réélu en 2008, 2014 et 2020 |

### Jumelages
| Ville | Ville   | Pays | Pays      |
| ----- | ------- | ---- | --------- |
|       | Haßloch |      | Allemagne |

Un accord de coopération tripartite existe également entre Viroflay, la ville d'Hassloch et la ville malienne de Kolokani.

## Population et société

### Démographie

#### Évolution démographique
L'évolution du nombre d'habitants est connue à travers les recensements de la population effectués dans la commune depuis 1793. Pour les communes de plus de 10 000 habitants les recensements ont lieu chaque année à la suite d'une enquête par sondage auprès d'un échantillon d'adresses représentant 8 % de leurs logements, contrairement aux autres communes qui ont un recensement réel tous les cinq ans,.

En 2022, la commune comptait 16 943 habitants, en évolution de +5,67 % par rapport à 2016 (Yvelines : +2,72 %, France hors Mayotte : +2,11 %).
| 1793 | 1800 | 1806 | 1821 | 1831 | 1836 | 1841  | 1846 | 1851  |
| ---- | ---- | ---- | ---- | ---- | ---- | ----- | ---- | ----- |
| 825  | 751  | 874  | 847  | 904  | 974  | 1 057 | 986  | 1 001 |

| 1856  | 1861  | 1866  | 1872  | 1876  | 1881  | 1886  | 1891  | 1896  |
| ----- | ----- | ----- | ----- | ----- | ----- | ----- | ----- | ----- |
| 1 016 | 1 220 | 1 282 | 1 507 | 1 572 | 1 640 | 1 700 | 1 827 | 1 964 |

| 1901  | 1906  | 1911  | 1921  | 1926  | 1931  | 1936   | 1946   | 1954   |
| ----- | ----- | ----- | ----- | ----- | ----- | ------ | ------ | ------ |
| 2 213 | 2 490 | 2 937 | 4 252 | 6 394 | 9 182 | 11 108 | 12 262 | 13 292 |

| 1962   | 1968   | 1975   | 1982   | 1990   | 1999   | 2006   | 2011   | 2016   |
| ------ | ------ | ------ | ------ | ------ | ------ | ------ | ------ | ------ |
| 16 004 | 16 352 | 15 696 | 14 074 | 14 689 | 15 211 | 16 064 | 15 723 | 16 034 |

| 2021   | 2022   | - | - | - | - | - | - | - |
| ------ | ------ | - | - | - | - | - | - | - |
| 16 960 | 16 943 | - | - | - | - | - | - | - |

#### Pyramide des âges
En 2018, le taux de personnes d'un âge inférieur à 30 ans s'élève à 38,1 %, soit au-dessus de la moyenne départementale (38 %). À l'inverse, le taux de personnes d'âge supérieur à 60 ans est de 22,3 % la même année, alors qu'il est de 21,7 % au niveau départemental.
En 2018, la commune comptait 7 855 hommes pour 8 551 femmes, soit un taux de 52,12 % de femmes, légèrement supérieur au taux départemental (51,32 %).
Les pyramides des âges de la commune et du département s'établissent comme suit.
| Hommes | Classe d’âge | Femmes |
| ------ | ------------ | ------ |
| 0,9    | 90 ou +      | 2,2    |
| 6,7    | 75-89 ans    | 9,2    |
| 12,2   | 60-74 ans    | 13,2   |
| 19,6   | 45-59 ans    | 19,3   |
| 20,6   | 30-44 ans    | 19,8   |
| 19,6   | 15-29 ans    | 17,1   |
| 20,4   | 0-14 ans     | 19,2   |

| Hommes | Classe d’âge | Femmes |
| ------ | ------------ | ------ |
| 0,6    | 90 ou +      | 1,4    |
| 6      | 75-89 ans    | 7,8    |
| 13,5   | 60-74 ans    | 14,8   |
| 20,7   | 45-59 ans    | 20,1   |
| 19,6   | 30-44 ans    | 19,9   |
| 18,5   | 15-29 ans    | 16,8   |
| 21,2   | 0-14 ans     | 19,2   |

### Enseignement
La commune relève de l'académie de Versailles. Les écoles sont gérées par l’inspection générale de l'inspection départementale de l’Éducation nationale de Versailles. La circonscription fait partie du bassin d'éducation et de formation de Versailles-Plaisir.
La ville regroupe trois écoles maternelles publiques (maternelle du Colombier, maternelle du Coteau et maternelle Lamartine), trois écoles élémentaires publiques (école élémentaire des Arcades, école élémentaire de l'Aulnette et école élémentaire Corot).
Un collège (Jean Racine) est implanté sur la commune et le lycée de secteur est le lycée public Marie Curie, localisé à Versailles. Le lycée Jean-Pierre-Vernant de Sèvres accueille également des sections internationales anglais et allemand.
Les établissements universitaires sont situés à Paris, sur le plateau de Saclay et à Versailles Saint-Quentin-en-Yvelines.
Depuis 2008, la Haute École des avocats conseils est située à Viroflay.
Une école élémentaire privée, l'école François d'Assise, est localisée à Viroflay et le lycée privé Sainte-Geneviève de Versailles accueille plusieurs classes préparatoires aux grandes écoles.

### Santé
La ville regroupe de nombreux professionnels de santé. Sur la commune est également implanté un centre médico-psychologique.
Viroflay dépend du Centre Hospitalier de Versailles André Mignot situé au Chesnay-Rocquencourt. Des établissements hospitaliers sont également situés à Saint-Cloud, Boulogne-Billancourt, Clamart, Garches, Suresnes et dans le 15e arrondissement de Paris.
Un centre de secours du SDIS des Yvelines est également implanté à Viroflay.

### Sports
L'Union sportive multiactivité de Viroflay (USMV), est l'association de la ville gérant le sport pour les Viroflaysiens. Elle comporte de nombreuses sections : on y retrouve des sports collectifs (basket-ball, football, volleyball…) et individuels (tennis, tennis de table, arts martiaux, natation…). On y pratique également la gymnastique vitalité et la gymnastique sportive.
Ces sports peuvent être pratiqués au centre omnisports Gaillon, au gymnase des Prés-au-Bois, aux tennis de la Sablière et au stade des Bertisettes. Un centre aquatique, Les Bertisettes, est également implanté sur la commune.
L'USMV organise tous les ans le cross de la Sablière, regroupant plus de 1 000 coureurs de tout âge.
Chaque année, la course Paris-Versailles traverse la commune le dernier dimanche de septembre. Elle se déroule sur un parcours de 16 km, du pied de la Tour Eiffel jusqu'au château de Versailles, via Paris 15e, Issy-les-Moulineaux, Meudon, Chaville, Vélizy-Villacoublay, Viroflay et traverse la forêt de Meudon sur 6 km.
Au printemps, l'Éco-Trail de Paris Île-de-France traverse la commune par la forêt de Meudon.
En décembre 2014, Viroflay a accueilli la première Coupe de France de Quidditch au stade des Bertisettes.

### Cultes

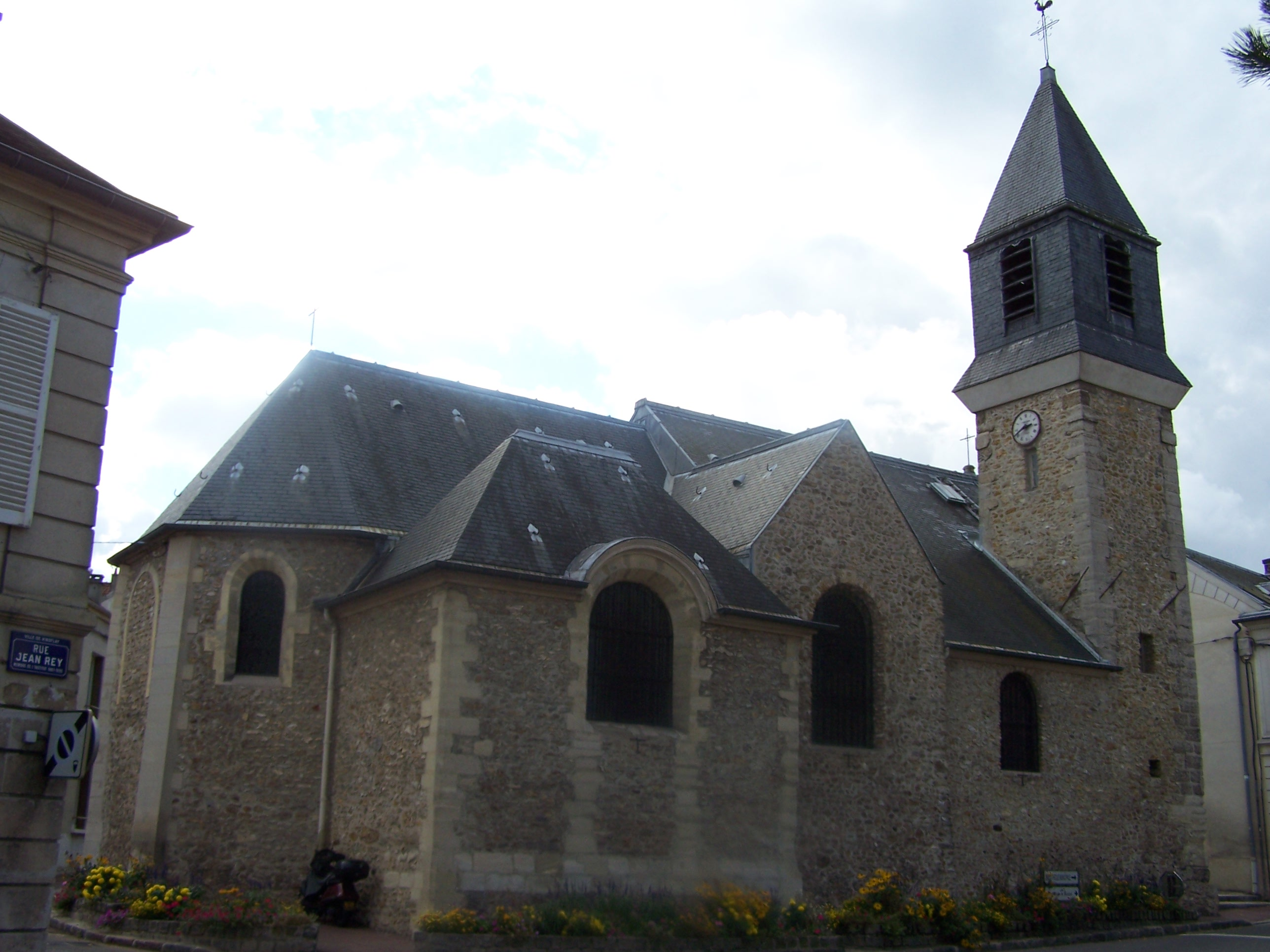
Eglise Saint-Eustache.

La commune de Viroflay compte deux paroisses, l'église Saint-Eustache et l'église Notre-Dame du Chêne. Elles dépendent du Diocèse de Versailles et font partie du Doyenné de Versailles-Sud.
Le culte protestant dispose d'un lieu de pratique à Viroflay.
Les cultes juif et musulman peuvent se pratiquer à Versailles et une pagode bouddhiste, la Tinh Tam, est située à Sèvres.

## Culture locale et patrimoine

### Lieux et monuments
La commune compte un monument répertorié à l'inventaire des monuments historiques et deux lieux répertoriés à l'inventaire général du patrimoine culturel. Par ailleurs, elle compte trois objets répertoriés à l'inventaire des monuments historiques.

#### Monument remarquable
- Le pavillon Saint-Vigor est situé non loin de la forêt de Meudon, rue Jean Rey. Cet édifice classique a été construit en 1770 par un élève de Ange-Jacques Gabriel, architecte de la place de la Concorde et du Petit Trianon. Il appartenait à la famille de l'ancienne nourrice de Louis XV, Marie-Madeleine Bocquet, surnommé « madame Poitrine » par l'enfant roi. Reconnaissant à jamais, Sa Majesté anoblira ses descendants qui deviendront « de Saint-Vigor » et s'installeront à Viroflay. Le bâtiment central, d'une grande sobriété, est relié à deux pavillons par des colonnades. La façade sur le jardin comprend un péristyle dorique avec fenêtre à fronton triangulaire. Un parc gigantesque entourait l'édifice. Une partie de ce parc est devenue la résidence dite du « Clos Saint-Vigor ». Le pavillon et les jardins sont inscrits depuis l'arrêté du 24 août 1945, modifié par l'arrêté du 23 janvier 1946[62],[63].

#### Autres lieux et monuments

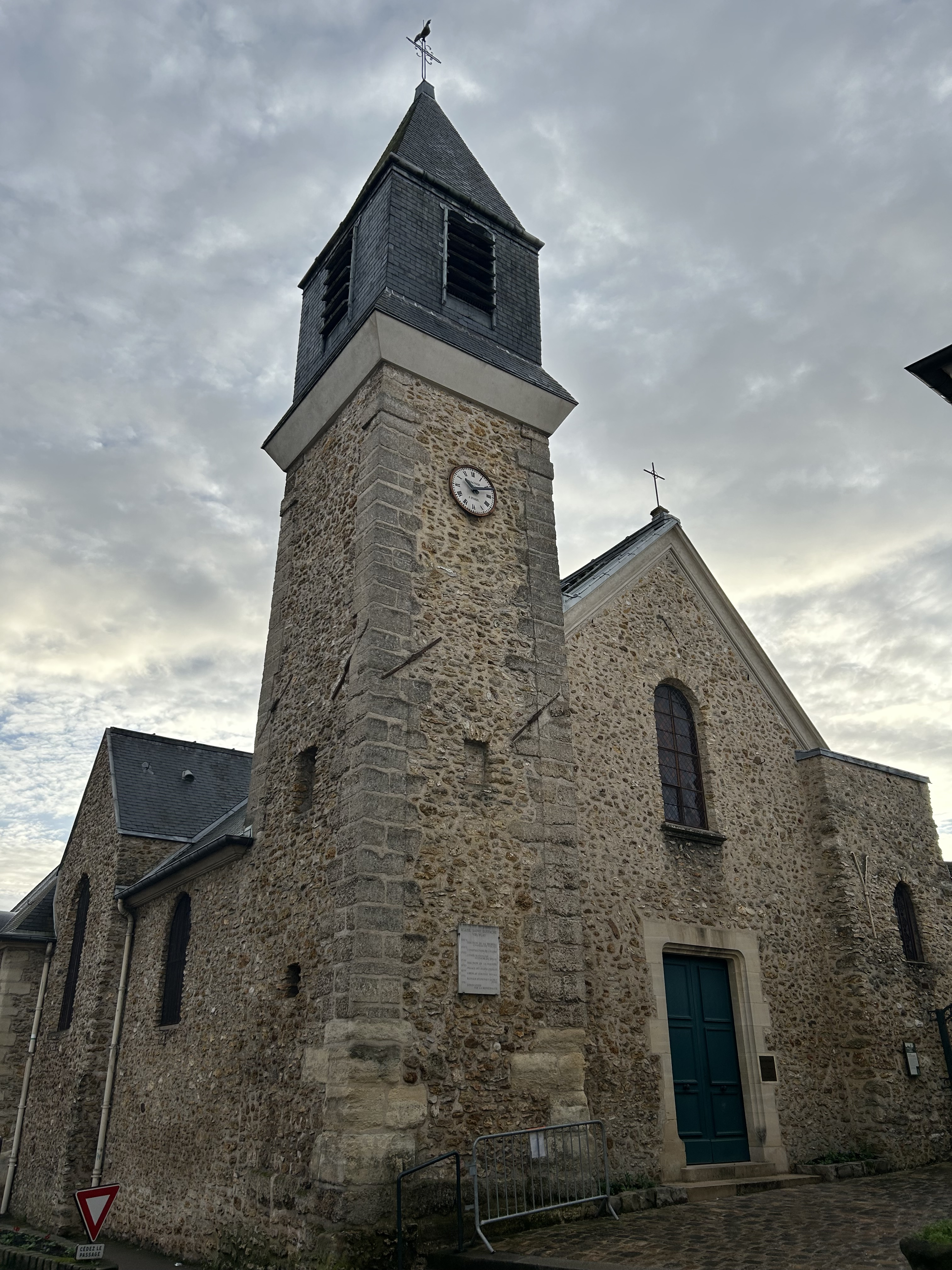
L’église Saint-Eustache.

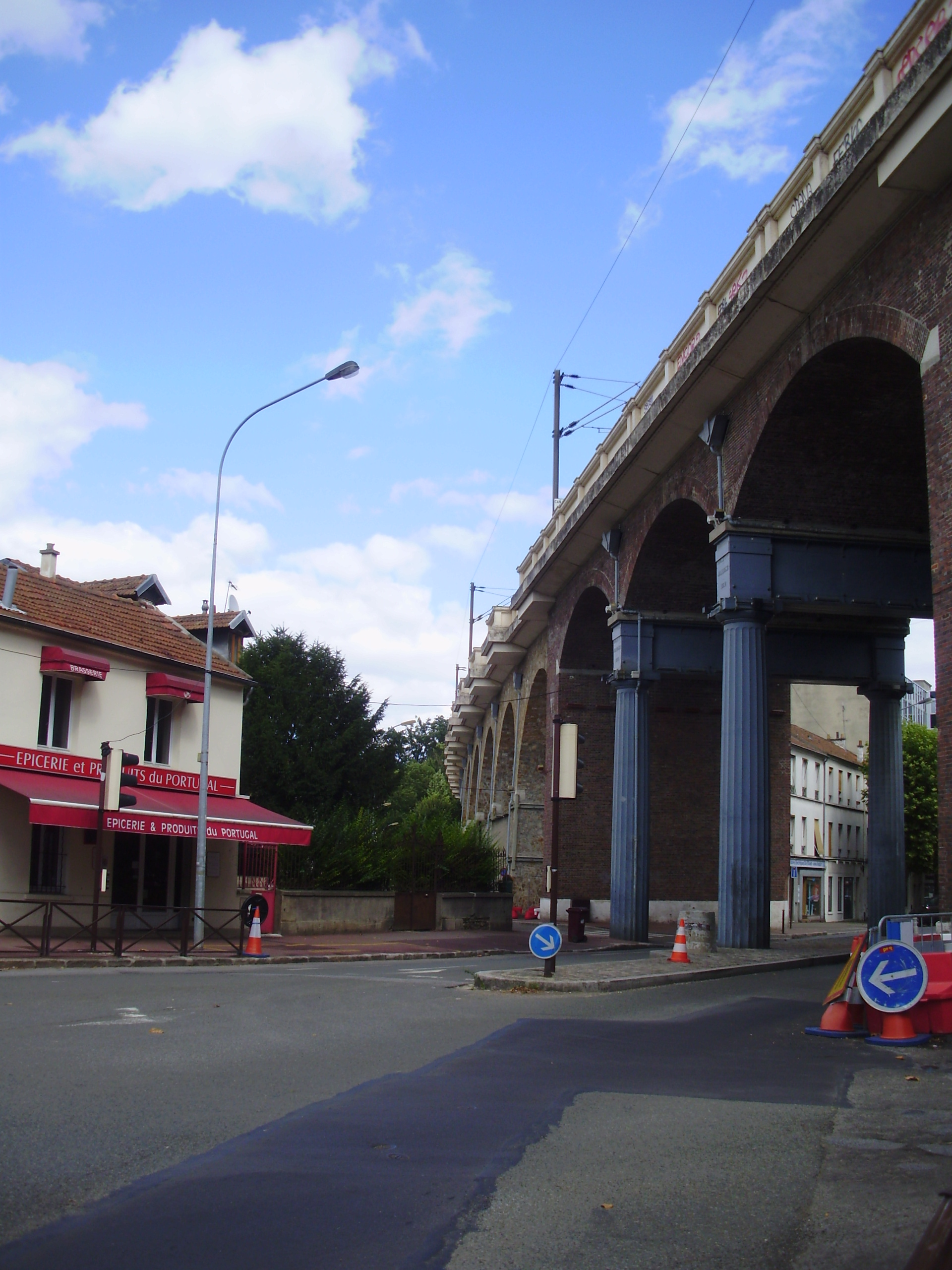
Le viaduc de Viroflay.

- L'église Saint-Eustache a été construite à partir de 1543 sur des fondations médiévales au centre du village primitif. Cette ancienne chapelle royale en meulière est dominée par un clocher rustique. Les chevaux royaux, avant de participer à une chasse, étaient bénis par le curé - royal - de Viroflay. L'église possède en sa chapelle Louvois une toile, Crucifixion, peinte par Nicolas Carrega (1914-1993) qui vécut à Viroflay.
- L'église Notre-Dame-du-Chêne a été construite de 1960 à 1966 par les frères Sainsaulieu et financée par la population de Viroflay, cette église de vastes dimensions (800 places assises) ressemble à la coque d'un navire renversé. Sa charpente en bois comprend 1 300 alvéoles en forme de losange. Les deux poutres faîtières soutiennent l'ensemble de la charpente. C'est une des plus hautes et des plus vastes charpentes en bois de France (20 mètres de haut sans pilier). Deux flèches aiguës couvertes d'ardoises, hautes de 34 mètres, surmontent un toit vert en cuivre comme celui de certaines cathédrales. Notre-Dame-du-Chêne est caractéristique de l'architecture des années 1960 : mélange de béton armé et de bois, formes courbes, absence de piliers, puits de lumière façon Notre-Dame-de-Ronchamp. Une crypte en béton se trouve sous l'édifice.
- Le viaduc de Viroflay (les Arcades), symbole de la ville, long de 1 407 mètres, enjambe le fond de la vallée où passe la RD 10. Construit en 1851-1852, en meulière, brique et fonte (dans sa partie centrale), il comprend de nombreuses arches. L'une de ses particularités, outre sa hauteur et sa longueur, est d'être légèrement courbe. Il a été bombardé lors des combats de la Libération. Marguerite Duras l'évoque implicitement dans Les Viaducs de la Seine-et-Oise. La ligne de chemin de fer qui l'emprunte, longtemps réservée au trafic de marchandises, est aujourd'hui utilisée par la Ligne U du Transilien (raccordement de Viroflay).
- L'Alliance (rue Rieussec) est un édifice contemporain (1990) à l'architecture néo-classique imposante dans le quartier de la gare Rive-Gauche. Une esplanade pavée précède une colonnade dorique ajourée et courbe. À l'arrière des colonnes s'élève une pyramide en verre transparent qui rappelle, à une échelle moindre, celle du Louvre. L'Alliance est l'un des plus grands édifices de la commune. Il abrite le siège social de l'entreprise Bongrain (produits laitiers).
- L'hôtel de ville, en bois et meulière, surnommé le « Grand Chalet », a été construit au XIXe siècle par le duc de Morny, demi-frère de Napoléon III, ministre de l'Intérieur, propriétaire du haras de Viroflay. Le monument, comme ses annexes autour de la place de Gaulle, a été élevé dans le style isba, en hommage aux origines russes de la princesse Sophie Troubetzkoï (1836-1896), épouse du duc de Morny.
- L'ancien hôtel seigneurial Aymery, était au XVIe siècle la résidence de la famille d'Aymery dont les armories portent d'azur à la bande de gueules chargée de 3 glands de sinople et accompagnée de 2 lions rampants d'or. Cet édifice de style Renaissance abrite maintenant le conservatoire de musique de Viroflay.
- L'Écu de France, ancien relais de poste entre Paris et Versailles, est un ensemble de bâtiments récemment rénovés. Des manifestations artistiques y ont lieu.
- Au lieu-dit La Grâce de Dieu, s'élève depuis 2007 une médiathèque, avec salle de spectacles. Elle jouxte l'Écu de France. L'esplanade qui précède l'édifice est considérée comme le nouveau centre de la ville avec de nombreux commerces alentours et le marché couvert.
- La première mairie occupait un bâtiment placé au cœur du village, voisin de l'ancien bailliage de Meudon. Ce bâtiment classique à un étage fut construit en 1794 pour abriter la première mairie-école.

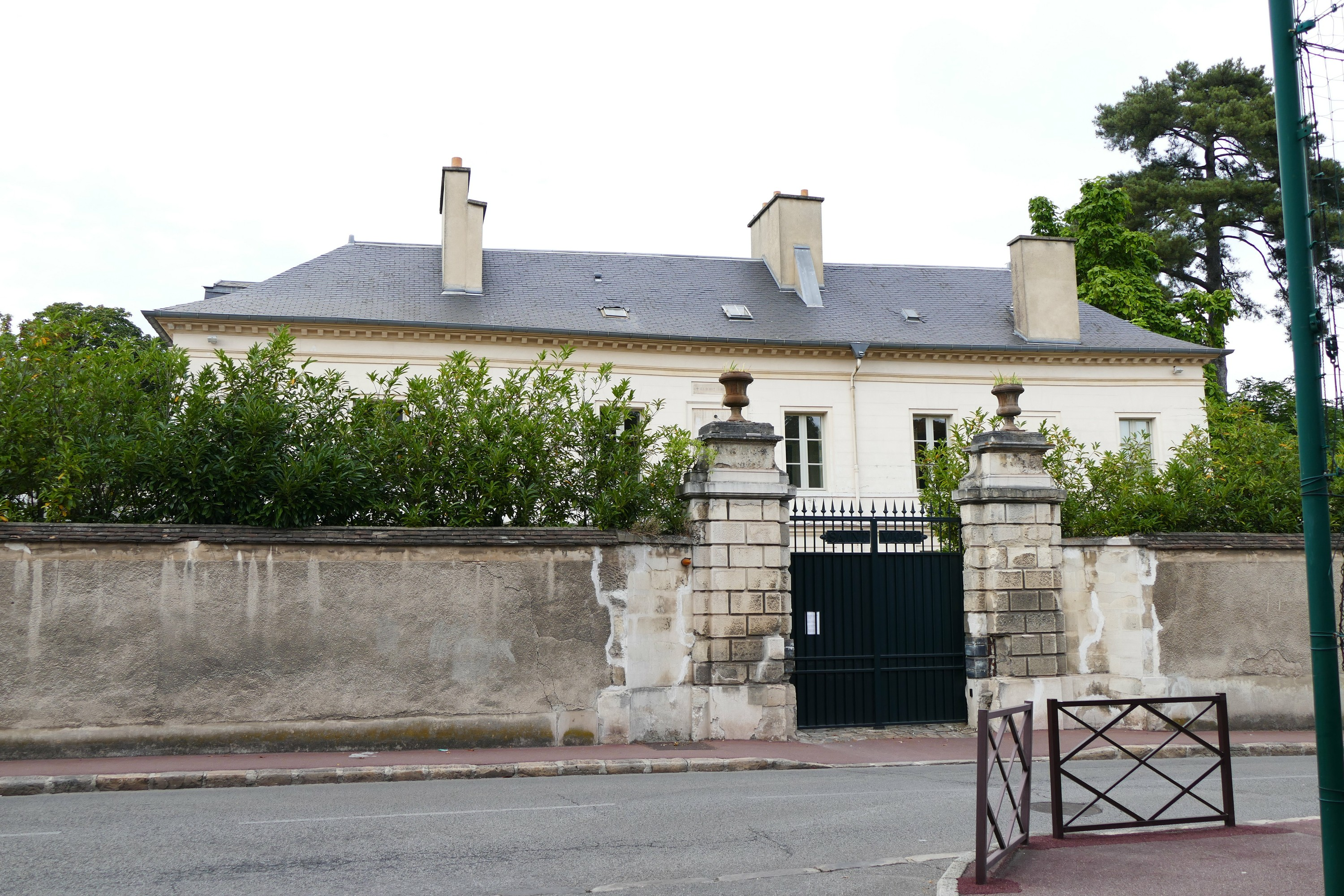
Le Pavillon Saint-Vigor.
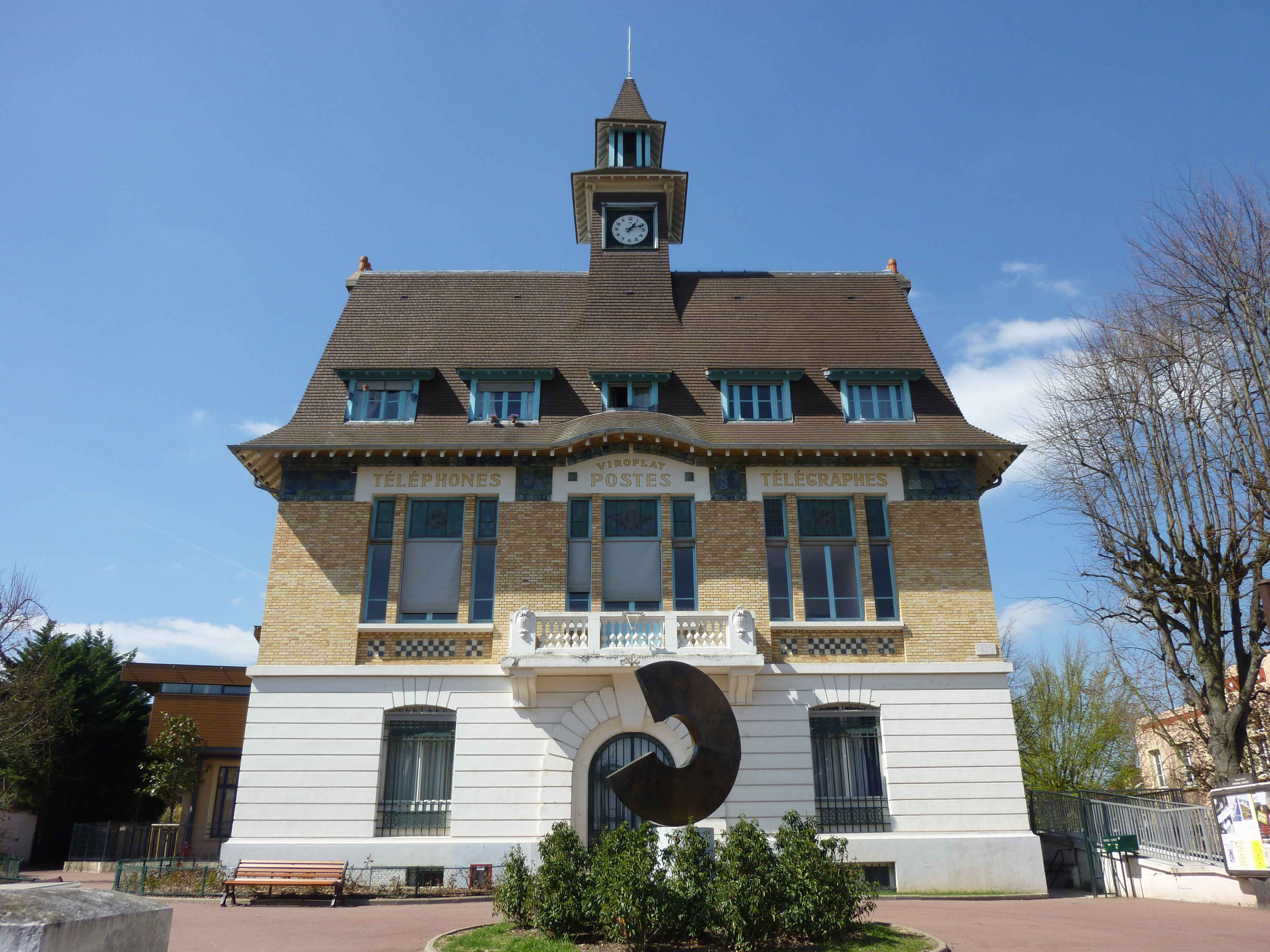
Ancienne Poste, aujourd'hui CMP.

### Équipements culturels

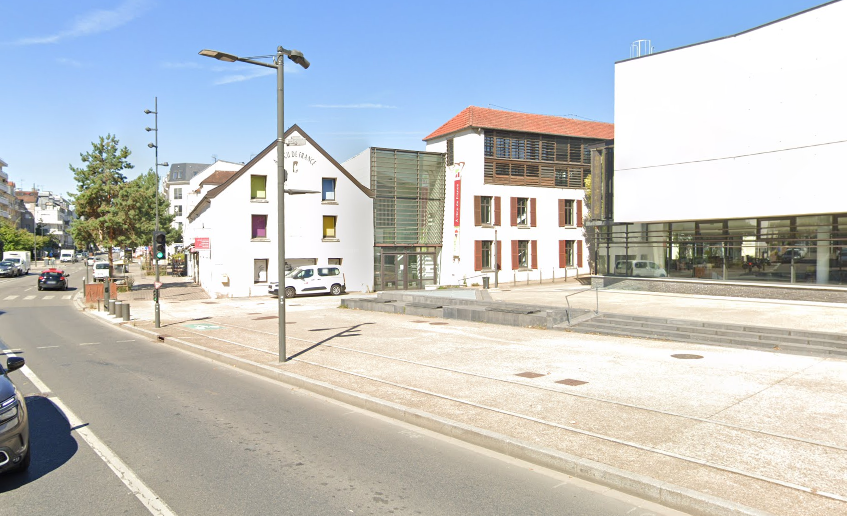
L'Ecu de France et la Médiathèque.

- La ville abrite un conservatoire de musique, situé dans l’ancien hôtel particulier Aymery.
- Le long de l'avenue du Général-Leclerc, a été inauguré en 2007 un bâtiment conçu par Bruno Huerre et Pierre Riboulet, abritant une bibliothèque-médiathèque[64] et un auditorium de 200 places.
- On trouve également à proximité de la bibliothèque l'Ecu de France[65], un espace qui présente de nombreuses expositions, forums et activités culturelles tout au long de l'année (cours d'histoire des arts et de langues, ateliers d'art).

### Patrimoine naturel
- La forêt de Fausses-Reposes a une superficie de 635 hectares. La partie de la forêt située à Viroflay est orientée plein sud. Elle est remarquable par ses reliefs, ses vallons, ses crêtes boisées dominant la ville, sa géologie (limons, argiles à meulière, sables). Sa flore est dominée par le châtaignier, dont certains spécimens atteignent des tailles imposantes. On trouve aussi des chênes, des bouleaux et des pins. Certains sols exposés au sud sont couverts de bruyères. En 1907, Ardouin-Dumazet, dans l'un de ses 70 volumes de son Voyage en France, écrit : « La crête, au-dessus de Viroflay, dans Fausses-Reposes, atteint 162 mètres d'altitude. C'est 70 mètres seulement au-dessus du val, mais la raideur des pentes, les ondulations et les plissements des collines donnent un air de grandeur ».
- La forêt de Meudon a une superficie de 1 100 hectares. Le versant situé à Viroflay, orienté plein nord, est humide. Il permet d'accéder à un plateau boisé coupé d'allées forestières créées au XVIIIe siècle. À l'ouest du coteau se trouve le belvédère de la Sablière, aménagé par l'ONF, qui surplombe le bassin de Versailles : si les feuillages n'obstruent pas le paysage, vue grandiose sur la ville royale, la cathédrale Saint-Louis, le château dominé par sa chapelle. La sablière de Viroflay, creusée dans la colline, surnommée le « glacier de Viroflay » par temps de neige par le Club alpin français, était un pittoresque gisement de sable qui a servi à la construction de Versailles : pentes raides et sablonneuses, surplombs, vue dégagée sur la région. À cet endroit, en juillet 1932, deux scouts périrent dans un éboulement. Le site fut fermé par mesure de sécurité puis remblayé dans les années 1950. En dehors du nom, il n'en reste rien. Paul-Loup Sulitzer écrit à propos de la forêt de Meudon : « On imagine toujours la banlieue parisienne surpeuplée mais cette forêt-là, à cinq kilomètres de la capitale, est déserte. Pas de routes, des pistes. Des sous-bois silencieux. Des étangs. De grandes clairières entourées d'arbres centenaires. Les hauteurs ressemblent à des ballons vosgiens » (Money 2). Le « chêne de la Vierge » est situé en bordure de la forêt de Meudon ; cet arbre consacré est plusieurs fois centenaire. Des pèlerinages destinés à tenter de mettre fin à des épidémies de choléra y ont eu lieu au XIXe siècle.
- Outre ces deux forêts administrées par l'Office national des forêts, Viroflay abrite plusieurs espaces verts urbains, notamment le Parc Durenne, le square Foch, le square de la Chapelle, le square Bénazet, le square Verdun et le square de la Mairie[66].

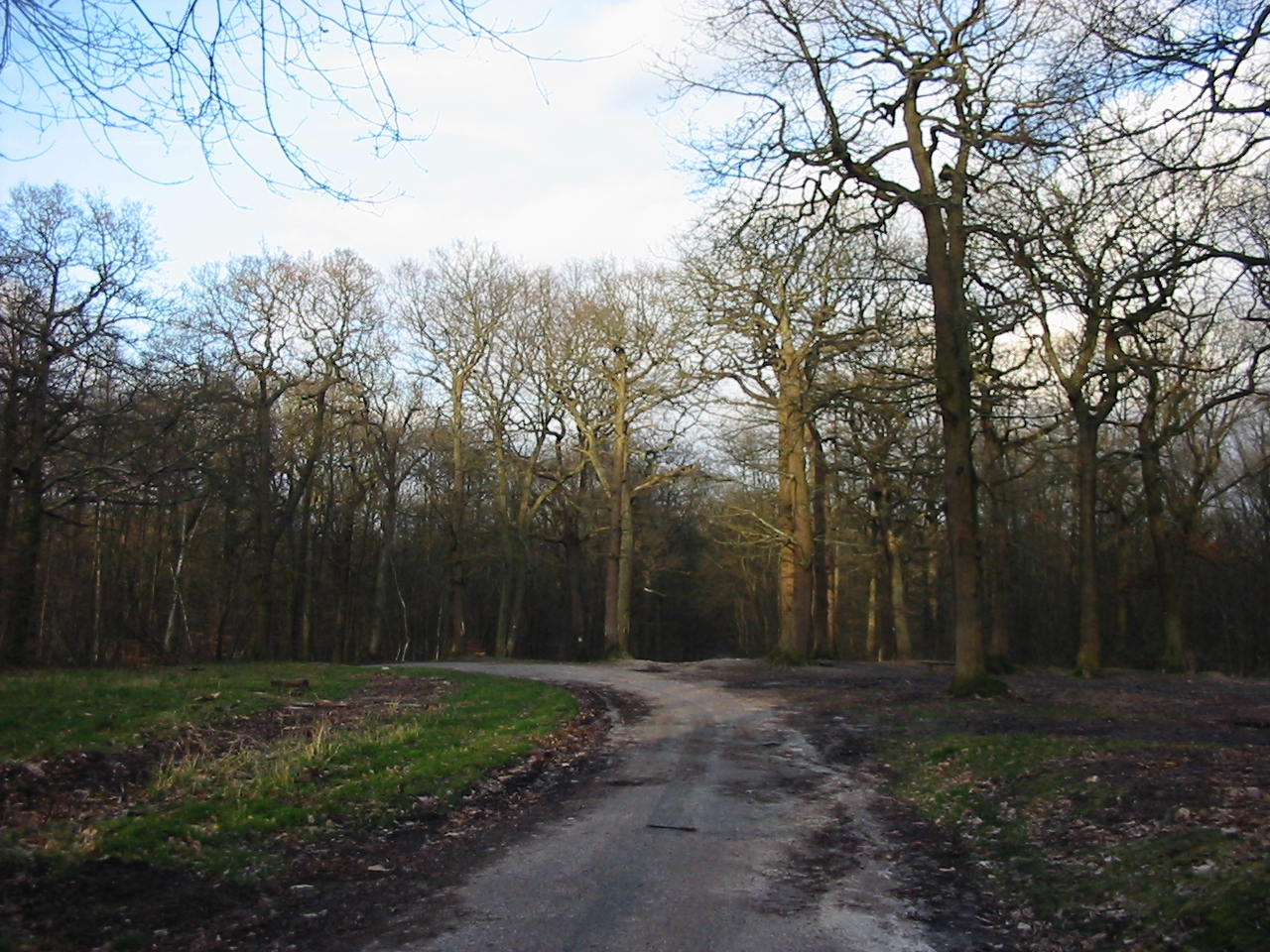
La forêt de Fausses-Reposes.
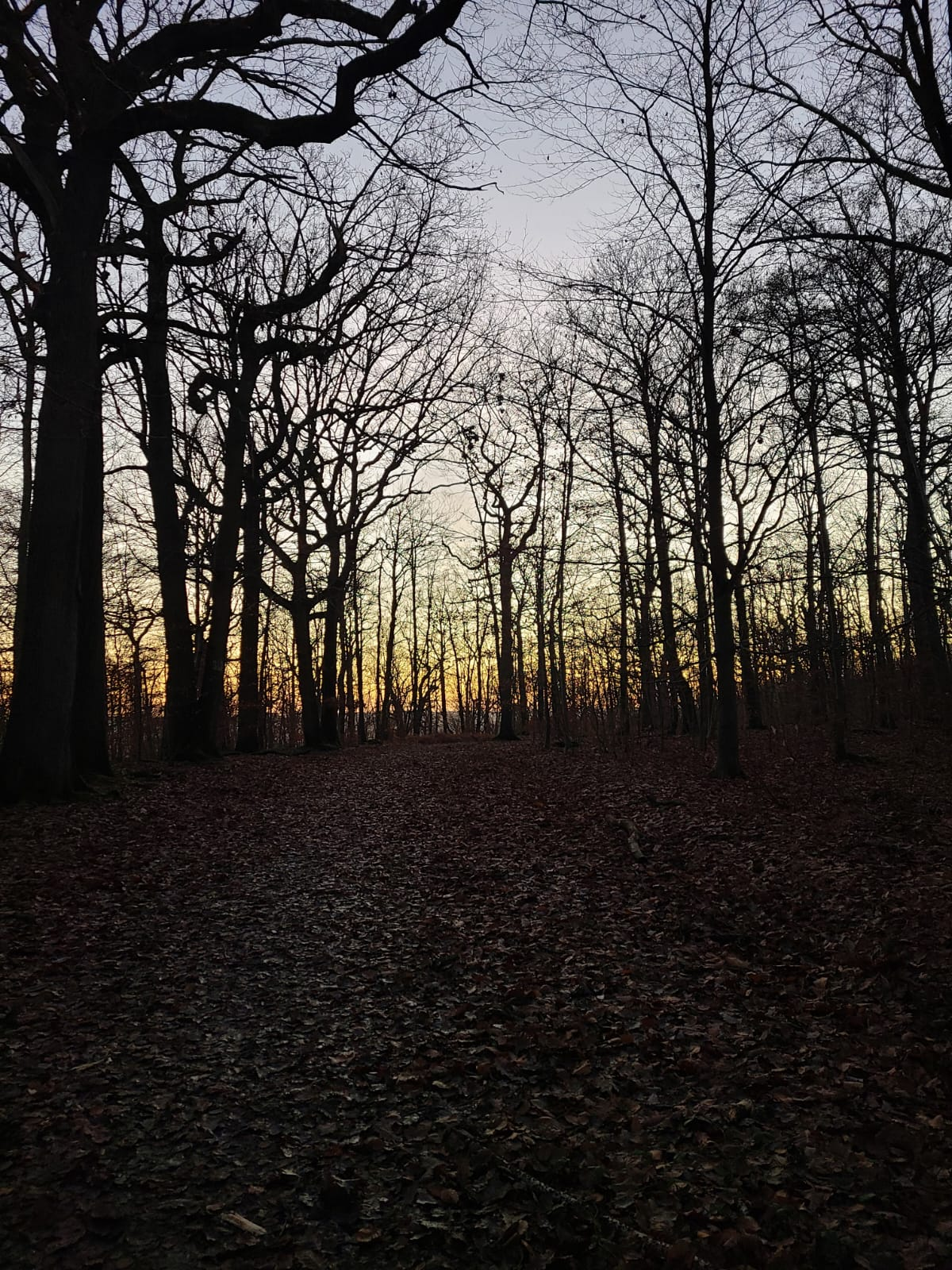
La forêt de Fausses-Reposes.
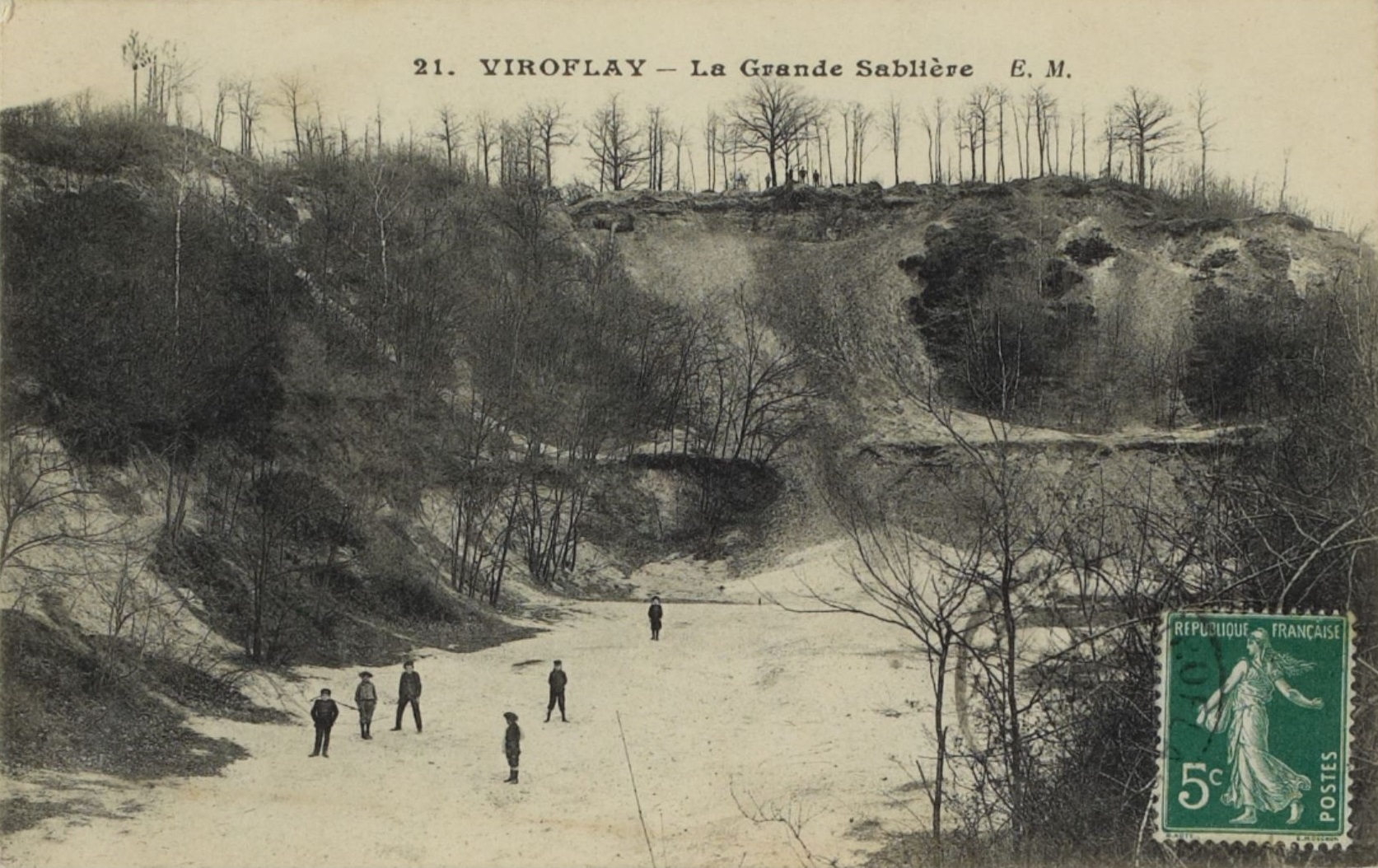
La grande sablière de Viroflay aujourd'hui disparue, à la suite de son comblement pour des raisons de sécurité.

### Gastronomie

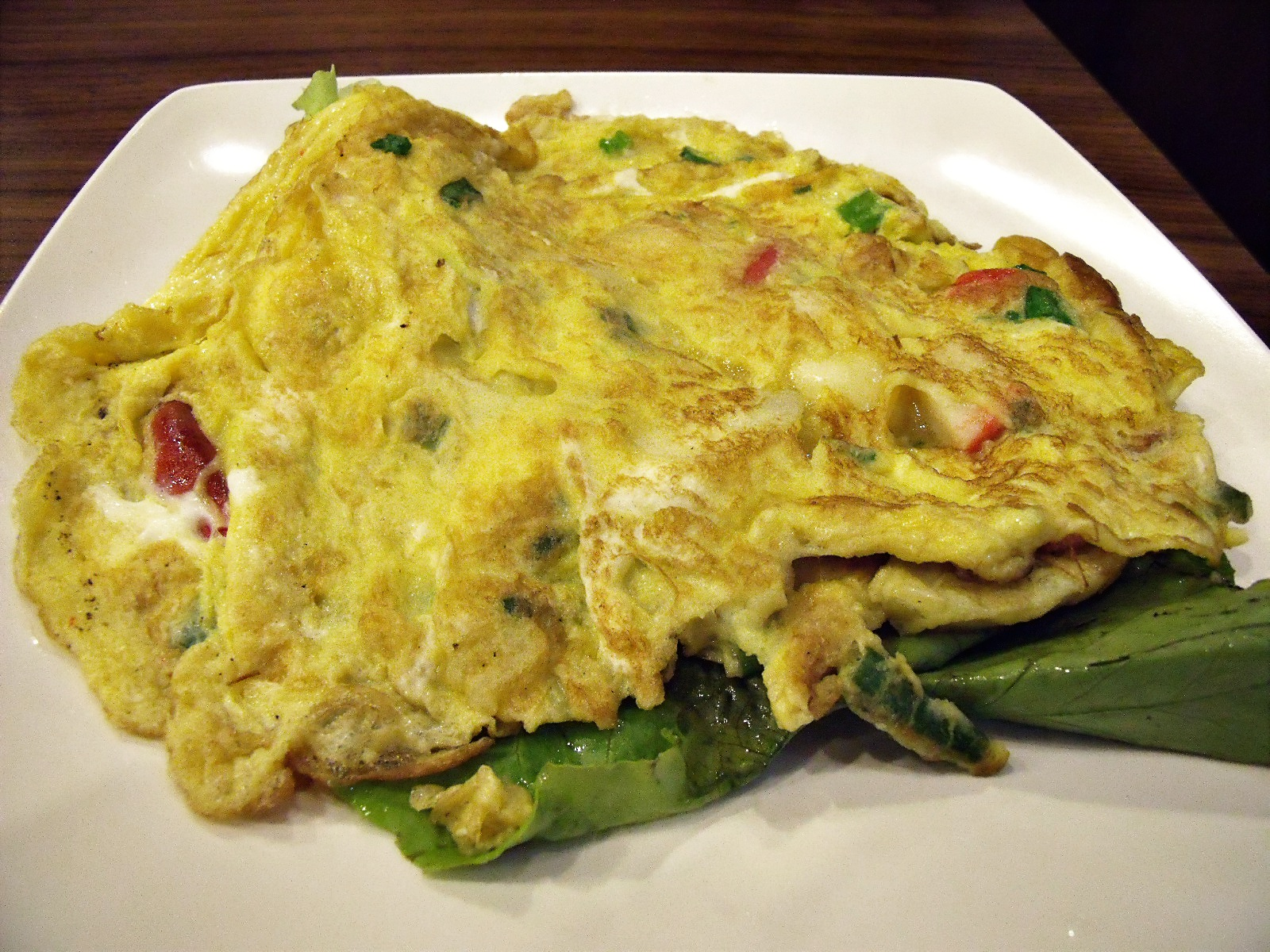
Omelette Viroflay (farcie d’épinards cuits, de jambon et de gruyère).

- L'omelette Viroflay est une omelette farcie d’épinards cuits, de jambon et de gruyère.
- Le « monstrueux » est une variété d'épinard, spécifique de Viroflay où il était autrefois cultivé.

### Personnalités liées à la commune
- Michel Le Tellier (1603-1685), père du Marquis de Louvois, seigneur de Chaville et de Viroflay, ayant fait construire à Chaville un château inspiré du Versailles de l'époque de Louis XIII.
- Marquis de Louvois (1641-1691), homme d'État, fils de Michel Le Tellier, Secrétaire d'État de la Guerre de Louis XIV.
- Joseph Rieussec (1779-1835), frère de Nicolas, maire de Viroflay de 1819 à 1831 et homme d'affaires dans le secteur des courses hippiques.
- Nicolas Matthieu Rieussec (1781-1886), frère de Joseph et inventeur du chronographe.
- Alphonse de Lamartine (1790-1869), poète, romancier, dramaturge, prosateur et homme politique. Il a fréquenté les bois de Meudon et le parc de Bon Repos avec Julie Charles (1784-1817), rencontrée en convalescence au bord du Lac du Bourget.
- Charles de Morny (1811-1865), financier et homme politique. Il achète le haras de Viroflay en 1855 où il fait construire une résidence de campagne, actuel hôtel de ville.
- Gaston Boissier (1823-1908), historien et philologue, mort au no 12 de l'avenue portant aujourd'hui son nom.
- Tony Robert-Fleury (1837-1912), peintre et portraitiste, a vécu à la Côte de Paradis (rue Joseph-Bertrand).
- Hippolyte Maze (1839-1891), enseignant, historien et homme politique de la Gauche républicaine, il habitait rue de la Saussaie, actuellement rue Gabriel-Péri.
- Jules Claretie (1840-1913), romancier, auteur dramatique français, historien et chroniqueur de la vie parisienne, habitait 34, rue de la Saussaie, devenue rue Gabriel-Péri. Cette propriété dénommée La Saussaye (puis Les Ormes) a été fréquentée par de grands noms des lettres françaises de l'époque. Des répétitions des spectacles de la Comédie-Française s'y tenaient.
- Henri Welschinger (1846-1919), administrateur du Sénat, homme de lettres, journaliste et critique, il prit sa retraite à Viroflay et mourut à son domicile, rue Amédée-Dailly, dont une partie porte aujourd'hui son nom.
- Fulgence Bienvenüe (1852-1936), ingénieur des Ponts-et-Chaussées, le père du métro parisien. Il séjourna souvent à La Ville-aux-Bois (20, rue des Sables) chez son ami Pierre Constant Napoléon Sagnet (dit Léon), propriétaire des lieux et secrétaire général de la Compagnie du chemin de fer métropolitain de Paris.
- Gabriel Deville (1854-1940), homme politique du Parti ouvrier français, député et diplomate, écrivain. De 1915 à sa mort, il vécut à Viroflay.
- René Lalique (1860-1945), maître verrier et bijoutier. À 71 ans, il fit construire à Viroflay une maison dont il a dessiné les plans, pour y résider avec sa jeune épouse Marie-Jeanne Anère.
- Adolphe Jost (1861-1940), auteur dramatique, compositeur et chansonnier, a vécu et est mort au Village.
- Léon Henri Ruffe (1864-1951), peintre et graveur, mort à Viroflay.
- Henri Joseph Eugène Gouraud (1867-1946), général d'armée, dont l'une de ses maisons familiales, située au carrefour de la Fontaine, fut louée comme mairie au début du XXe siècle.
- Max Touret (1872-1963), ingénieur et peintre français, mort dans la commune.
- Henri Deberly (1882-1947), écrivain français, lauréat du prix Goncourt en 1926, est inhumé au cimetière communal.
- Alfred Fronval (1893-1928), aviateur, habitait 51, ''avenue Gaston-Boissier''.
- Suzanne Muzard (1900–1992), connue pour avoir été la muse d'André Breton entre 1927 et 1932 et égérie du mouvement surréaliste, a travaillé à La Ruchette, rue Pasteur, en 1918 et 1924.
- Paul Chocque (1914-1949), coureur cycliste; ses parents habitaient rue Rieussec[67].
- Jacques Chaban-Delmas (1915-2000), résistant, général de brigade et homme d'État, a vécu à Viroflay, avenue Gaston-Boissier pendant un an, juste après la Libération de Paris en 1944.
- Louis Althusser (1918-1990), normalien, philosophe, est inhumé au cimetière de Viroflay.
- Jehan Despert (1921-2018), poète et essayiste, habita à Viroflay. Il suggéra le nom d'« Yvelines » pour baptiser le département. L'un de ses poèmes, Viroflay-sur-Giroflée, est gravé sur une pierre du marché.
- Philippe Castelli (1925-2006), comédien et humoriste, a vécu ses sept premières années, avec ses parents, à la Ville-aux-Bois (rue des Sables).
- Charly Koubesserian (1931-2023) fut le maquilleur professionnel des anciens présidents Charles de Gaulle, Georges Pompidou et François Mitterrand, ainsi que de l'acteur Jean-Paul Belmondo à partir de 1968. Il est inhumé au cimetière de Viroflay.
- Jean-Pierre Coursodon (1935-2020), critique et historien du cinéma, est né à Viroflay.
- Jean Lionnet (1935-1998), musicologue, est mort à Viroflay.
- Jean Salis (1937-2023), pilote d'avion et conservateur aéronautique, est né à Viroflay.
- Jean-François Kahn (1938-2025), journaliste, est né à Viroflay.
- Bob Castel (1940), pianiste de Sim, réside et joue régulièrement à Viroflay.
- Bernard-Pierre Donnadieu (1949-2010), acteur, a vécu les dernières années de sa vie à l'angle des rues Gabriel-Péri et Galliéni (ancienne entrée de la propriété de Jules Claretie).
- Philippe Burtin (1951), homme d'affaires, est né à Viroflay.
- Philippe de Dieuleveult (1951-1985), reporter et animateur français de télévision disparu lors d'un raid au Zaïre, issu de la famille de Dieuleveult, a habité à Viroflay, enfant, rue Jean-Mermoz, puis Villa Bon Accueil au 22-24, rue Chanzy, puis au 144, rue des Prés-aux-Bois. Son nom a été donné à un centre de loisirs de la ville.
- Michel Aupetit (1951), médecin et évêque catholique, archevêque de Paris de 2017 à 2021.
- Dominique Champot (1952-2007), journaliste, a vécu sa jeunesse à Viroflay et, avant sa mort, habitait la Ferme du village.
- Philippe Cornuaille (1953), écrivain et historien de l'art, est né à Viroflay.
- Julie Arnold (1955), actrice, a habité toute sa jeunesse chez ses parents à Viroflay.
- Benoît Duquesne (1957-2014), journaliste, a habité rue des Oiseaux jusqu'en 2006.
- Alex Nikolavitch (1971), auteur et traducteurs de bandes dessinés a passé la plus grande partie de son enfance et sa scolarité au collège à Viroflay.
- Cédric Gras (1982), écrivain, a passé son enfance à Viroflay dans le quartier du Haras.
- Benoît Mouchart (1976), auteur, commissaire d'expositions, directeur artistique, réside à Viroflay depuis 2005.
- Black Bomb A (fondé en 1995), groupe de Trash Metal.

### Films liés à la commune
- 1943 : Le Colonel Chabert de René Le Hénaff, avec Raimu et Marie Bell
- 2019 : Hors normes d'Olivier Nakache et Eric Toledano, avec Vincent Cassel et Reda Kateb.
- 2016-2020 : Irresponsable, série de 30 épisodes avec Sébastien Chassagne, Théo Fernandez et Nathalie Cerda.

### Héraldique, devise et logotype
| Armes de Viroflay | Les armes de Viroflay se blasonnent ainsi : parti, au premier d'azur à trois lézards d'argent posés en pal rangés en fasce, au chef de gueules chargé de trois étoiles d'or, au deuxième de gueules au chêne arraché d'or, au chef d'azur chargé d'une fleur de lys d'or. La municipalité de Viroflay, comme celle de Chaville, fidèle au souvenir du secrétaire d'État à la guerre de Louis XIV, composa son blason urbain en faisant honneur à Michel et à son fils François-Michel Le Tellier, marquis de Louvois, dont les armes figurent dans la partie gauche (« premier parti ») : trois étoiles d’or et trois lézards d’argent. Dans la partie droite (« second parti »), la fleur de lys rappelle la possession par Louis XIV du domaine et le chêne fait allusion au chêne de la Vierge. |

Un logo de la commune représentant les Arcades existe depuis quelques années.
La devise de la ville est « Lux mea lex » (La lumière est ma loi).